# Eurytoma helena
Eurytoma helena is een vliesvleugelig insect uit de familie Eurytomidae. De wetenschappelijke naam is voor het eerst geldig gepubliceerd in 1933 door Girault.